# Western Bulldogs

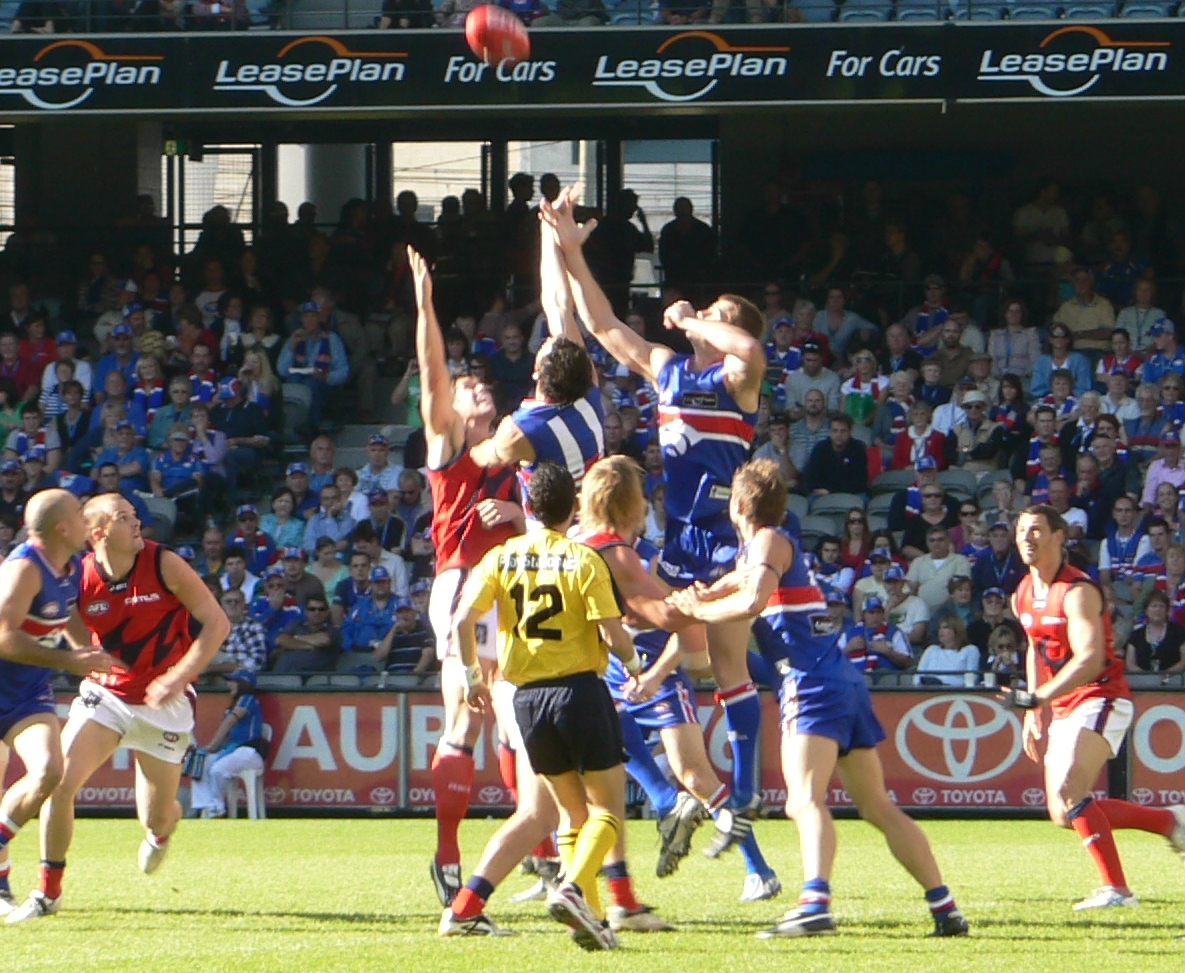
Spieler der Western Bulldogs (blaue Trikots)

Die Western Bulldogs sind ein Australian Football Team aus Melbourne, das aktuell in der AFL, der höchsten Spielklasse spielt. Ihr offizieller Name ist Footscray Football Club. Der Klub spielt im Marvel Stadium (Melbourne), welches 53.355 Zuschauer fasst. Die Vereinsfarben sind blau, rot und weiß.

## Geschichte
Der Verein wurde 1873 als Footscray Football Club gegründet. Zwei Jahre später zog man in das langjährige Stadion des Vereins ein, das Whitten Oval. Insgesamt konnte der Verein die Meisterschaft der Victorian Football Association, der Vorgängerorganisation der AFL, neunmal gewinnen. Die erste Meisterschaft wurde 1898 gewonnen. Dieser Erfolg konnten in den beiden darauffolgenden Jahren wiederholt werden. 1908 und 1913 folgten die nächsten Meisterschaften. Zwischen 1915 und 1917 wurde der Spielbetrieb aufgrund des Ersten Weltkriegs eingestellt.
Nach dem Krieg konnte durch vier Meisterschaften zwischen den Jahren 1919 und 1924 zunächst an die Erfolge angeknüpft werden. Danach blieb das Team jedoch lange erfolglos und erreichte lediglich einige Male die Finals, jedoch konnte davon lange keine gewonnen werden. Erst 1954 konnten die Bulldogs die Melbourne Demons im Finale der, mittlerweile in Victorian Football League (VFL) umbenannten, Meisterschaft mit 102:51 besiegen und feierten damit den für lange Zeit letzten großen Erfolg der Klubgeschichte. Den heutigen Namen Western Bulldogs Football Club gab sich der Klub 1997. 2016 zogen die Bulldogs als Tabellensiebter der Regular Season erstmals seit 1961 wieder ins Finale ein und besiegten dort sensationell die Sydney Swans mit 89:67. Damit gewann das Team seine erste Meisterschaft seit 1954 und den ersten Titel unter dem Banner der Australian Football League. 2021 gelang der erneute Einzug ins Grand Final, wo man jedoch den favorisierten Melbourne Demons deutlich mit 66:140 unterlag.

## Erfolge

### Victorian Football Association
- Meister 1898, 1899, 1900, 1908, 1913, 1919, 1920, 1923, 1924

### Victorian Football League
- Meister 1954

### Australian Football League
- Meister 2016